# Куллин 5
Кулли́н 5 (англ. cullin-5, CUL5) — белок, кодируемый у человека геном CUL5. Входит в состав SOCS/BC-box/eloBC/CUL5/RING E3-убиквитинлигазного комплекса, который осуществляет убиквитинирование белков и направляет их на разрушение в протеасомах.

## Открытие
У млекопитающих куллин 5 был первоначально обнаружен в результате экспрессионного клонирования из-за способности этого белка мобилизовать внутриклеточный кальций в ответ на пептидный гормон вазопрессин. Сначала он был назван VACM-1 — вазопрессин-активируемый кальций-мобилизующий рецептор. Потом было выявлено, что VACM-1 является гомологом семейства белков куллинов и соответственно был назван куллин-5 (CUL5).

## Ген
У человека куллин 5 кодируется геном CUL5, расположенным на 11 хромосоме в локусе 11q22.3 и содержащим 21 экзон. Исследования показали, что ген CUL5 экспрессируется на самом высоком уровне в сердце и скелетной ткани, кроме того, специфически экспрессируется в сосудистом эндотелии и почечных собирательных канальцах.

## Структура
Куллин 5 представляет собой белок массой около 90 кДа и состоит из 779 аминокислотных остатков. Остаток треонина 210 фосфорилирован, а к лизину 724 ковалентно присоединён глициновый остаток белка NEDD8 (эта посттрансляционная модификация известна как неддилирование и характерна для всех членов семейства куллинов). Во вторичной структуре преобладают α-спирали, хотя имеются β-слои и повороты.

## Функции
CUL5 ингибирует клеточную пролиферацию, вероятно, посредством участия в убиквитинлигазном комплексе SOCS/BC-box/eloBC/CUL5/RING, который функционирует в рамках убиквитиновой системы деградации белка. Кроме, ингибиторное действие куллина 5 на пролиферацию может включать в себя сигнальные пути МАРК и р53.
Одно исследование показало, что Cul5 играет важную роль в сигнальном каскаде рилина, участвуя в деградации DAB1 и, таким образом, обеспечивая механизм отрицательной обратной связи сигнальных путей рилина в течение кортикогенеза (формирования коры больших полушарий головного мозга).
В собирательных канальцах почек куллин 5 участвует в регуляции количества белка аквапорина 1 и 2 в клетках стенок канальцев, участвуя, таким образом, в регуляции водно-солевого баланса.
Показано, что куллин 5 предотвращает трансформацию эпителиальных клеток млекопитающих под действием сигнального пути Src-Cas, дестабилизируя белок Cas. В отсутствие куллина 5 эпителиальные клетки демонстрируют бурный рост и миграцию, не зависящие от факторов роста, изменение динамики мембран и другие эффекты, которые вызываются неконтролируемым действием тирозинкиназы Src.
Выявлена роль куллина 5 (в комплексе с убиквитинлигазой) в регуляции белка субстрата инсулинового рецептора-1 (англ. insulin receptor substrate-1, IRS1) — сигнального белка, играющего ключевую роль в передачи сигнала от инсулина и инсулиноподобного фактора роста 1.
Куллин 5 необходим для некоторых процессов, входящих в жизненный цикл вируса иммунодефицита человека (ВИЧ). CUL5, совместно с другим клеточным фактором CBFβ, необходим для работы фактора инфективности вирионов (англ. virion infectivity factor, Vif) ВИЧ-1, который направляет цитидиндезаминазы клетки-хозяина на разрушение по убиквитин-зависимому пути, блокируя механизмы клеточной защиты от вируса.

## Клиническое значение
В 2011 году был описан случай пятилетней девочки, страдавшей умеренной умственной отсталостью и лицевыми аномалиями. Выяснилось, что у неё имела место небольшая делеция локуса 11q22.3. По-видимому, проявившиеся симптомы были выражены утратой гена CUL5 или SLN.
Ген CUL5 считается геном-супрессором опухолей. Показано, что отрицательная регуляция куллина 5 при помощи микроРНК miR-7 вызывало облегчение G1-S-перехода в клетках рака печени человека и, таким образом, способствовала пролиферации раковых клеток. Куллин 5 может подавлять рост клеток рака молочной железы. Кроме того, установлено, что в клетках рака шейки матки miR-19a и -19b и отрицательно регулировали экспрессию куллина 5, связываясь с 3'-нетранслируемой областью его мРНК.
Установлено, что куллин 5 играет важное значение в формировании ответа раковых клеток на ингибирование шаперона Hsp90 противораковыми препаратами. Угнетение работы куллина 5 приводило к снижению чувствительности раковых клеток к ингибированию Hsp90 фармакологическим путём.